# Nomen nudum
A nomen nudum latin kifejezés, melynek jelentése „csupasz név”. A rendszertanban annak jelzésére használják, hogy egy szó vagy kifejezés tudományos névnek tűnik, ám nem az, mivel (még) nem publikálták megfelelő leírással (vagy leírásra történő hivatkozással) együtt, ezért „üres” vagy „csupasz”.
Mivel egy nomen nudum nem minősül szabályos tudományos névnek, egy későbbi szerző közreadhat valódi, hasonló írásmódú tudományos nevet. Ha korábban ugyanez a szerző publikálta a nevet nomen nudumként, és később érvényes leírást kapcsolt hozzá, akkor a megjelenés, illetve a taxon létrejöttének dátuma az utóbbi lesz.
A Zoológiai Nevezéktan Nemzetközi Kódexe szójegyzékében az alábbi definíció található:

„a nomen nudum (tsz. nomina nuda), fn.
Latin kifejezés, amely egy olyan névre utal, ami, ha 1931 előtt került publikálásra, nem felel meg a 12-es cikkelynek; illetve, ha 1930 után jelent meg, akkor nem felel meg a 13-as cikkelynek. […]”

A szabályok között pedig az alábbiak szerepelnek:

„12.1. Az elérhetőséghez [tudományos névként való használathoz] minden 1931 előtt publikált új névhez … a név segítségével kifejezett taxon leírását vagy definícióját, illetve egy indikációt [a leírásra vagy definícióra történő utalást] kell kapcsolni …
13.1. Az elérhetőséghez, minden 1930 után publikált új névhez … egy, a taxont szóbeli jellemzők segítségével megkülönböztető leírást vagy definíciót, illetve egy ilyen tartalmú publikációra történő bibliográfiai hivatkozást kell kapcsolni.”

Az ICBN szójegyzéke az alábbi definíciót tartalmazza:  

„Egy új taxonnév, ami leírás vagy diagnózis, illetve leírásra vagy diagnózisra való hivatkozás nélkül került publikálásra.”

## Fordítás
- Ez a szócikk részben vagy egészben  a   Nomen nudum című angol Wikipédia-szócikk ezen változatának fordításán alapul.  Az eredeti cikk szerkesztőit annak laptörténete sorolja fel. Ez a jelzés csupán a megfogalmazás eredetét és a szerzői jogokat jelzi, nem szolgál a cikkben szereplő információk forrásmegjelöléseként.